# Helig (Otto Olsson, G-moll)
Helig av Otto Olsson, skriven 1918. Den är ett moment i den kristna mässan. Texten kommer från Sanctus och lyder: Helig, helig, helig är Herren Sebaot. Hela jorden är full av hans härlighet.

## Publicerad i
- Missale för Svenska kyrkan 1918
- Den svenska mässboken 1942, del 1.
- Den svenska kyrkohandboken 1986 under Högmässogudstjänstens Helig.